# بيل فارلي
بيل فارلي (بالإنجليزية: Bill Farley)‏ هو سباح أمريكي، (ولد في Fort Devens ‏ في الولايات المتحدة 1944 – 2018 م)

## روابط خارجية
- بيل فارلي على موقع الاتحاد الدولي للسباحة (الإنجليزية)
- بيل فارلي على موقع أوليمبيديا (الإنجليزية)